# S.P.O.C.K
S.P.O.C.K (kurz für Star Pilot on Channel K, ehemals Space Pioneers Orbiting Ceti K) ist eine Synthpop-Band aus Schweden. Viele Lieder der Band haben Science-Fiction, insbesondere Star Trek zum Thema. Die Band besteht seit dem 1999 erschienenen Album S.P.O.C.K: 1999 aus Gründungsmitglied und Sänger Alexander Hofman sowie den beiden Keyboardern Johan Malmgren und Christer Hermodsson. Bekannte Lieder sind beispielsweise Never Trust a Klingon, Astrogirl und Alien Attack.

## Bandgeschichte
1988 schrieb Eddie Bengtsson mehrere Lieder, die er zusammen mit Alexander Hofman als Sänger bei einer Geburtstagsfeier von Finn Albertsson spielte. Die drei jungen Männer nannten die Band Mr. Spock, benannt nach dem aus dem Star-Trek-Universum stammenden Mr. Spock. Nach der Geburtstagsfeier spielte die Gruppe auf einer Reihe von weiteren Hausfeiern und schafften es so bald, professionelle Engagements zu erhalten.

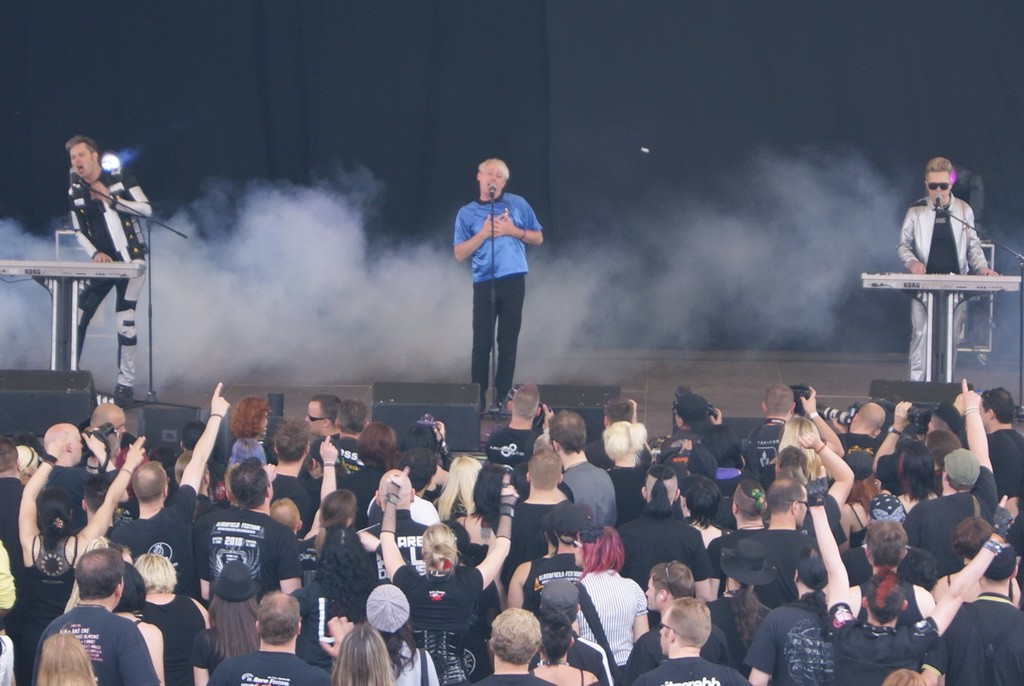
Live auf dem Blackfield Festival 2010

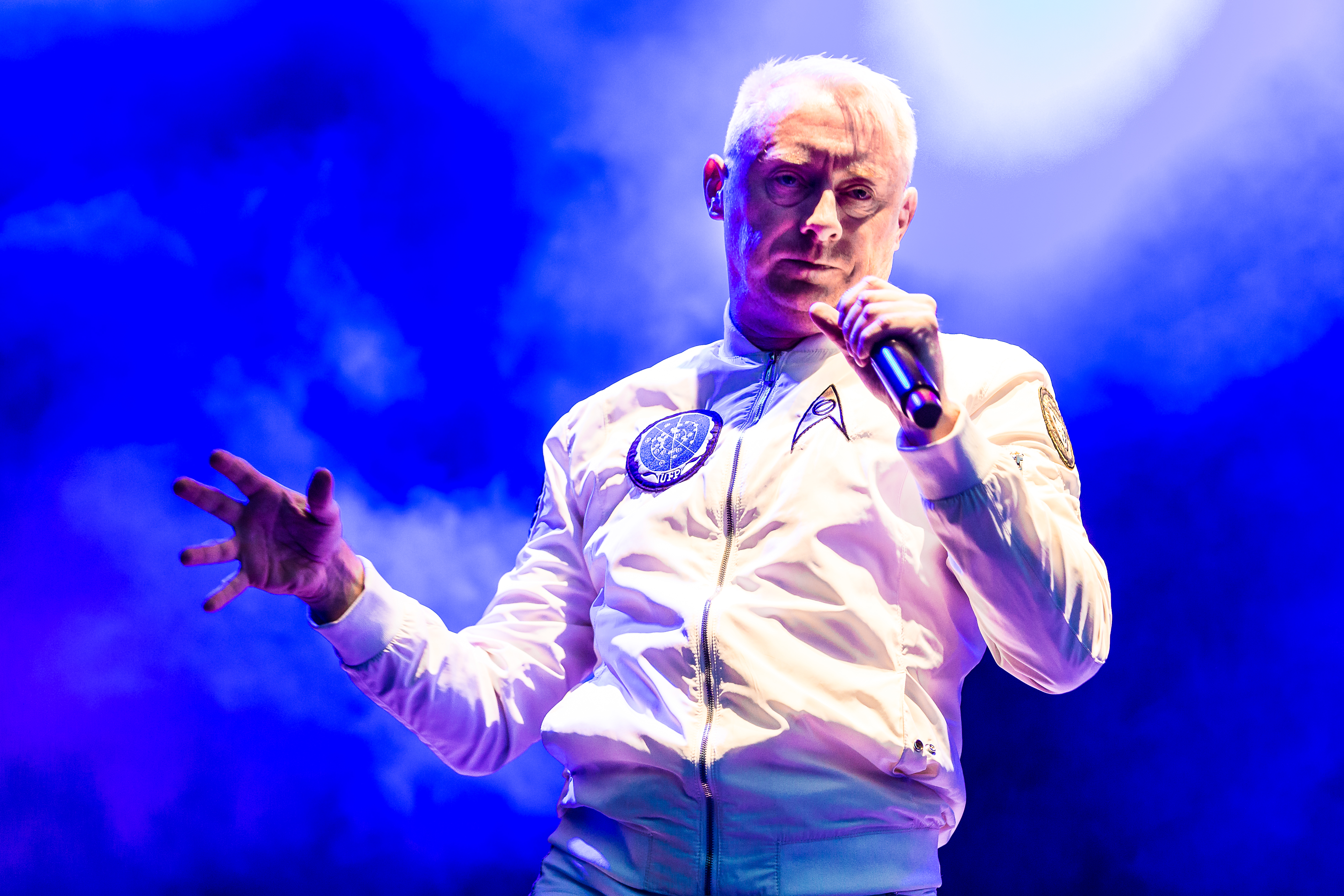
Alexander Hofman auf dem Nocturnal Culture Night 2018 in Deutzen

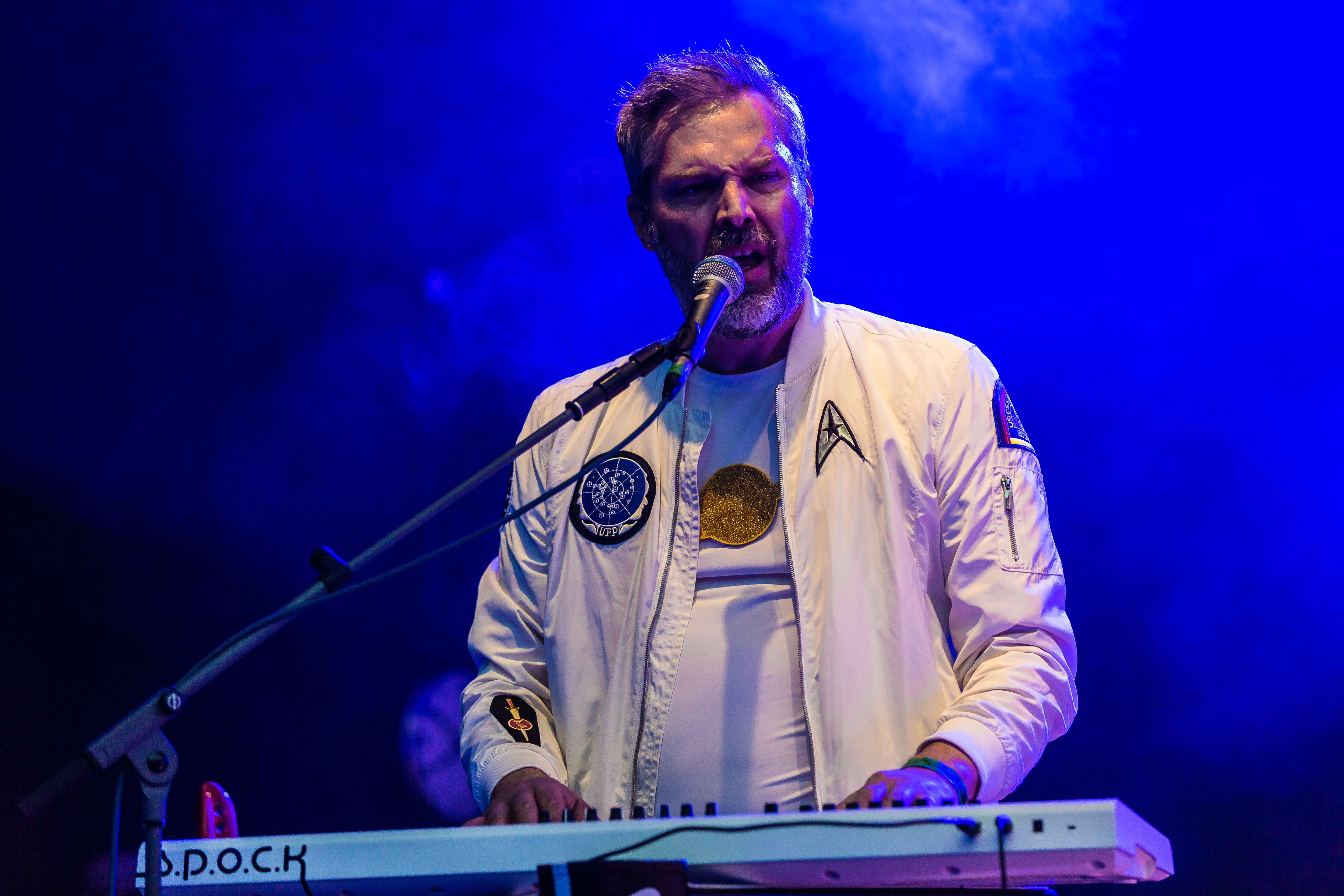
Valdi Solemo auf dem Nocturnal Culture Night 2018

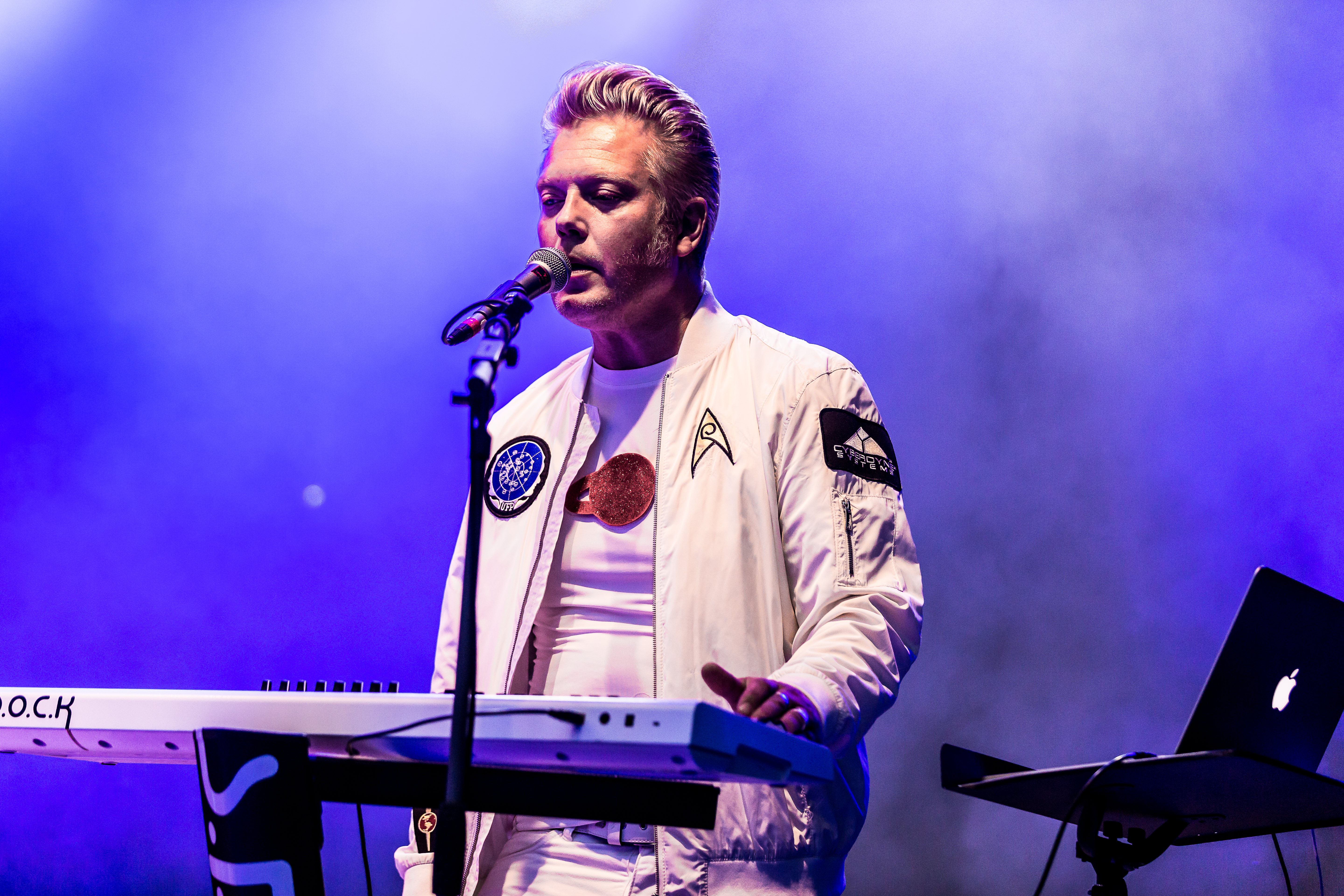
Johan Malmgren auf dem Nocturnal Culture Night 2018

Als Paramount Pictures 1989 eine Entschädigungszahlung für die Nutzung des Namens Mr. Spock verlangte, nannte sich die Gruppe in Space Pioneers Orbiting Ceti K, abgekürzt S.P.O.C.K, um. Der kommerzielle Erfolg der Band begann 1990, als sie ihre erste Single Silicon Dreams beim schwedischen Plattenlabel Accelerating Blue Fish veröffentlichte. Auf der Bühne erschienen die Gruppenmitglieder als Sci-Fi-artige Personen, Eddie Bengtsson als „Captain Eddie B. Kirk“, Alexander Hofman als „Android“ und Finn Albertsson als „Cybernoid“.
Mit der Veröffentlichung des Albums S.P.O.C.K: 1999 steht die Abkürzung des Bandnamens für Star Pilots On Channel K.

## Diskografie

### Alben
- Five Year Mission (1993)
- Alien Worlds (1995)
- A Piece of the Action (1995), eine Sammlung von Singles
- Assignment: Earth (1997)
- Earth Orbit: Live (1997)
- S.P.O.C.K: 1999 (1999)
- 2001: A S.P.O.C.K Odyssey (2001)
- Another Piece of the Action: The Best of the SubSpace Years (2014) Best-Of

### Singles
- Silicon Dreams (1990)
- Never Trust a Klingon (1992)
- Strange Dimensions (1993)
- Never Trust a Klingon [2294 AD] (1994)
- Astrogirl (1994)
- All E.T:s Aren’t Nice (1995)
- Alien Attack (1997)
- E.T. Phone Home (1997)
- Speed of Light (1998)
- Dr. McCoy (1998)
- Klingon 2000 (2000)
- Where Rockets Fly (2000)
- Queen of Space (2001)
- Satellites (2001)